# Rio Kuils
Rio Kuils é um rio da África do Sul.